# カルロス・エドゥアルド・マランゴン
エドゥー・マランゴン (Edu Marangon) こと、カルロス・エドゥアルド・マランゴン（Carlos Eduardo Marangon、1963年2月2日 - ）は、ブラジル・サンパウロ出身の元サッカー選手、サッカー指導者。現役時代のポジションはミッドフィールダー（攻撃的ミッドフィールダー）。

## 経歴
モオカ地区の出身であることからラジオアナウンサーのオズマール・サントスによって付けられた「Boy da Mooca」というニックネームで知られる。
1984年にポルトゥゲーザでデビューし、1985年にパウリスタン（サンパウロ州選手権1部）に準優勝したときの中心選手だった。1987年にはカルロス・アルベルト・シルバが新監督に就任したブラジル代表に招集され、背番号10を背負った。ブラジル代表としては10試合に出場して1ゴールをあげた。
1988-89シーズンに2年契約でイタリアのトリノへ移籍。ミューレルとチームメートとなった。しかし、プレースタイルがイタリアのサッカーに合わず、次第にベンチ要員となった。最初のシーズンに降格し、2年目のシーズン途中にポルトガルのポルトへ移籍。
1990年、フラメンゴへ移籍し、ジーコがつけていた背番号10を引き継いだ。フラメンゴでは15試合に出場し、同年途中からはサントスでプレーした。1991年から1992年までパルメイラスに在籍し、54試合9得点。
1993年、日本の横浜フリューゲルスへ移籍。監督の加茂周はACミランのプレッシングを模範とした戦術「ゾーンプレス」を採用していたが、実際にセリエAのトリノ時代にミランとの対戦経験があり、イタリアにコネクションも持つエドゥーは、一選手という枠を超えて加茂を戦術面において補佐する役割も担った。すぐにチームの中心となって活躍した一方で、冷静さを欠く事もあり、自己中心とも言えるプレーに走ることもあった。Jリーグ第2節、5月19日の鹿島アントラーズ戦でJリーグ初ゴールを決めた。第73回天皇杯全日本サッカー選手権大会では2回戦で対戦した浦和レッズ戦でハットトリックを決め、1994年1月1日、決勝の鹿島アントラーズ戦では、PKで2ゴール、更に2アシストを決めるなど、チームの攻撃を牽引して優勝に貢献した。Jリーグでの1年目はリーグトップの131シュートを放ちながらゴール数は6にとどまったが、2年目はフリーキックから多くのゴールを挙げ、ゴール数は12と倍増した。1994年4月2日のジュビロ磐田戦で決めた長距離FKによるゴールは、2013年に「Jクロニクルベスト」でサポーター投票による歴代ベストゴールの8位に、「やべっちFC」で選手や監督が選ぶJリーグ歴代名シーンで6位に選ばれた。また、前述の試合の1週間後に開催された、ベルマーレ平塚戦でも伝説に残る様なカーブを描くロングレンジのFKから得点を挙げている。後期16節のジュビロ磐田との試合で負傷退場すると、17節以降の試合に出場出来ないまま契約満了でフリューゲルスでのプレーを終えた。Jリーグでは通算67試合18ゴールの成績を残した。
帰国後はインテル・デ・リメイラ、コリチーバ、ブラガンチーノでプレー。
引退後は指導者としてブラジルのクラブの監督を歴任する。2002年、ポルトゥゲーザのジュニオール監督としてコパ・サンパウロ・ジュニオールに優勝した。2005年、ジュベントスでサンパウロ州選手権セリエA2（2部）に優勝した。
2003年、パラナの監督を6試合で解任された。2012年末、ポルトゲーザ・サンチスタのフットボールダイレクターに就任した。
その後、2つの会社を運営するなど、ビジネスで成功しているが、夢として日本で監督業をすることを挙げている。

## プレースタイル
左足から放たれる、大きく曲がって落ちるフリーキックを得意とし、フリューゲルスでは長短の優れたパスを供給して攻撃の核となっていた。
特に1994年サントリーシリーズの対ジュビロ磐田戦（ジュビロ磐田スタジアム）で、ゴールから40メートルの地点から決めた強烈なカーブのかかったフリーキックは、その映像が日本サッカーミュージアムの展示の一つとなるほどであり、エドゥー本人も「日本で最も印象に残ったゴール」であると語っている。

## 個人成績
| 国内大会個人成績 | 国内大会個人成績 | 国内大会個人成績 | 国内大会個人成績 | 国内大会個人成績 | 国内大会個人成績 | 国内大会個人成績 | 国内大会個人成績 | 国内大会個人成績 | 国内大会個人成績 | 国内大会個人成績 | 国内大会個人成績 |
| 年度             | クラブ           | 背番号           | リーグ           | リーグ戦         | リーグ戦         | リーグ杯         | リーグ杯         | オープン杯       | オープン杯       | 期間通算         | 期間通算         |
| 年度             | クラブ           | 背番号           | リーグ           | 出場             | 得点             | 出場             | 得点             | 出場             | 得点             | 出場             | 得点             |
| ブラジル         | ブラジル         | ブラジル         | ブラジル         | リーグ戦         | リーグ戦         | ブラジル杯       | ブラジル杯       | オープン杯       | オープン杯       | 期間通算         | 期間通算         |
| ---------------- | ---------------- | ---------------- | ---------------- | ---------------- | ---------------- | ---------------- | ---------------- | ---------------- | ---------------- | ---------------- | ---------------- |
| 1984             | ポルトゥゲーザ   |                  |                  |                  |                  |                  |                  |                  |                  |                  |                  |
| 1985             | ポルトゥゲーザ   |                  |                  |                  |                  |                  |                  |                  |                  |                  |                  |
| 1986             | ポルトゥゲーザ   |                  |                  |                  |                  |                  |                  |                  |                  |                  |                  |
| 1987             | ポルトゥゲーザ   |                  |                  |                  |                  |                  |                  |                  |                  |                  |                  |
| 1988             | ポルトゥゲーザ   |                  |                  |                  |                  |                  |                  |                  |                  |                  |                  |
| イタリア         | イタリア         | イタリア         | イタリア         | リーグ戦         | リーグ戦         | イタリア杯       | イタリア杯       | オープン杯       | オープン杯       | 期間通算         | 期間通算         |
| 1988-89          | トリノ           |                  |                  | 22               | 2                | 5                | 1                |                  |                  | 27               | 3                |
| ポルトガル       | ポルトガル       | ポルトガル       | ポルトガル       | リーグ戦         | リーグ戦         | リーグ杯         | リーグ杯         | ポルトガル杯     | ポルトガル杯     | 期間通算         | 期間通算         |
| 1989-90          | ポルト           |                  |                  |                  |                  |                  |                  |                  |                  |                  |                  |
| ブラジル         | ブラジル         | ブラジル         | ブラジル         | リーグ戦         | リーグ戦         | ブラジル杯       | ブラジル杯       | オープン杯       | オープン杯       | 期間通算         | 期間通算         |
| 1990             | フラメンゴ       |                  |                  |                  |                  |                  |                  |                  |                  |                  |                  |
| 1990             | サントス         |                  |                  |                  |                  |                  |                  |                  |                  |                  |                  |
| 1991             |                  |                  |                  |                  |                  |                  |                  |                  |                  |                  |                  |
| パルメイラス     |                  |                  |                  |                  |                  |                  |                  |                  |                  |                  |                  |
| 1992             |                  |                  |                  |                  |                  |                  |                  |                  |                  |                  |                  |
| 1992             | サントス         |                  |                  |                  |                  |                  |                  |                  |                  |                  |                  |
| 日本             | 日本             | 日本             | 日本             | リーグ戦         | リーグ戦         | リーグ杯         | リーグ杯         | 天皇杯           | 天皇杯           | 期間通算         | 期間通算         |
| 1993             | 横浜F            | -                | J                | 30               | 6                | 4                | 2                | 5                | 5                | 39               | 13               |
| 1994             | 横浜F            | -                | J                | 37               | 12               | 2                | 0                | 0                | 0                | 39               | 12               |
| ウルグアイ       | ウルグアイ       | ウルグアイ       | ウルグアイ       | リーグ戦         | リーグ戦         | リーグ杯         | リーグ杯         | オープン杯       | オープン杯       | 期間通算         | 期間通算         |
| 1995             | ナシオナル       |                  |                  |                  |                  |                  |                  |                  |                  |                  |                  |
| ブラジル         | ブラジル         | ブラジル         | ブラジル         | リーグ戦         | リーグ戦         | ブラジル杯       | ブラジル杯       | オープン杯       | オープン杯       | 期間通算         | 期間通算         |
| 1996             | コリチーバ       |                  |                  |                  |                  |                  |                  |                  |                  |                  |                  |
| 1997             | インテル-SP      |                  |                  |                  |                  |                  |                  |                  |                  |                  |                  |
| 1997             | ブラガンチーノ   |                  |                  |                  |                  |                  |                  |                  |                  |                  |                  |
| 通算             | ブラジル         | ブラジル         |                  |                  |                  |                  |                  |                  |                  |                  |                  |
| 通算             | イタリア         |                  |                  |                  |                  |                  |                  |                  |                  |                  |                  |
| 通算             | ポルトガル       |                  |                  |                  |                  |                  |                  |                  |                  |                  |                  |
| 通算             | 日本             | 日本             | J                | 67               | 18               | 6                | 2                | 5                | 5                | 78               | 25               |
| 通算             | ウルグアイ       |                  |                  |                  |                  |                  |                  |                  |                  |                  |                  |
| 総通算           |                  |                  |                  |                  |                  |                  |                  |                  |                  |                  |                  |

その他の公式戦
- 1994年
  - スーパーカップ 1試合0得点

## 代表歴
- ブラジル代表
  - 代表デビュー - 1987年3月28日 vs ウルグアイ
  - 代表初ゴール - 1987年7月28日 vs ベネズエラ
  - 1987年 - コパ・アメリカ

### 試合数
- 国際Aマッチ 9試合 1得点（1987年-1990年）[20]

| ブラジル代表 | 国際Aマッチ | 国際Aマッチ |
| 年           | 出場        | 得点        |
| ------------ | ----------- | ----------- |
| 1987         | 8           | 1           |
| 1988         | 0           | 0           |
| 1989         | 0           | 0           |
| 1990         | 1           | 0           |
| 通算         | 9           | 1           |